# برنار گراویه
برنار گراویه (فرانسوی: Bernard Gravier‎; ۲۰ فوریه ۱۸۸۱ – ۱۳ اوت ۱۹۲۳) شمشیرباز اهل فرانسه بود.
وی در مسابقات کشوری و بین‌المللی در مجموع برندهٔ ۱ مدال طلا شده‌است.